# Casa dei Padri Minoriti
La casa dei Padri Minoriti è stato un edificio della città di Messina, in stile classico opera di Giacomo Minutoli del 1807. L'edificio prospettava sul lato sud della piazza Duomo e venne distrutto dal terremoto del 1908.

## Profilo e storia dell'architettura
È riconoscibile dall'inconfondibile motivo del partito centrale della facciata ornata da colonne a due ordini, motivo palladiano.